# Pacto de Sitges
El pacto de Sitges, también llamado Pacto Nacional, fue un acuerdo firmado en dicha ciudad española, el 20 de julio de 1957, entre los partidos liberal y conservador colombianos, representados por Laureano Gómez y Alberto Lleras Camargo, donde se estableció la necesidad de convocar un plebiscito para ratificar democráticamente los convenios a los que habían llegado estos máximos dirigentes y reformar la Constitución de 1886. En 1963, ambos partidos formaron la coalición del Frente nacional, cuya disolución, en 1974, significó la liquidación del pacto.
El pueblo debía pronunciarse en el plebiscito acerca de la adopción de una reforma constitucional de 14 artículos, entre los que se contemplaba la alternancia cuatrienal en el poder de los partidos tradicionales por 12 años (ampliado luego a 16 años), la paridad en los cargos públicos, la confirmación del derecho de la mujer al voto, la asignación del 10% del presupuesto a la educación pública, y la delegación en el Congreso de la República de adelantar la reforma de la Constitución.
El plebiscito se llevó a cabo el 1 de diciembre de 1957, y en él las mujeres ejercieron por primera vez el derecho al voto. Las elecciones presidenciales tuvieron lugar en mayo de 1958, y resultó vencedor el candidato liberal Alberto Lleras Camargo.